# Новокузнецкая епархия
Новокузне́цкая епархия — епархия Русской православной церкви, объединяющая приходы и монастыри в южной части Кемеровской области (в границах Калтанского, Междуреченского, Мысковского, Новокузнецкого и Осинниковского городских округов, а также Новокузнецкого и Таштагольского районов). Входит в состав Кузбасской митрополии.

## История
Кузнецкое викариатство (город Новокузнецк до 1932 года назывался Кузнецком) Томской епархии существовало в 1920—1930-х годах для противостояния обновленческому расколу (у обновленцев здесь была в 1927—1932 годы своя кафедра; известны имена двух обновленческих епископов Кузнецких). Известно, что епископы Кузнецкие назначались для окормления приходов, остававшихся верными патриарху Тихону. В годы правления Кузнецкой кафедрой они носили титул «епископ Кузнецкий, викарий Томской епархии».
Неизвестно, посещали ли архиереи город Кузнецк, общались ли с паствой или только назначались на эту кафедру, а фактически не имели возможности совершать на месте своё служение, так как подвергались арестам, отказу советских властей в выезде. Вместе с Кемеровской областью территория входила в разные периоды в состав Новосибирской и Красноярской епархий.
26 июля 2012 года Священный синод Русской православной церкви образовал самостоятельную Новокузнецкую епархию, выделив её из состава Кемеровской с включением в состав новообразованной Кузбасской митрополии. Временное управление Новокузнецкой епархией было поручено епископу Кемеровскому и Прокопьевскому Аристарху (Смирнову).

## Епископы
Кузнецкое викариатство
- 23 января — конец 1924 — Никита (Прибытков)
- 1924 в/у — Никон (Пурлевский)
- 1924—1927 — Никон (Соловьёв)
- 1928 — ноябрь 1930 — Герман (Кокель)

Новокузнецкая епархия
- 26 июля 2012 — 1 сентября 2014 — Аристарх (Смирнов) в/у, митрополит Кемеровский и Прокопьевский
- с 1 сентября 2014 — Владимир (Агибалов)

## Благочиния
Епархия разделена на 11 церковных округов (по состоянию на февраль 2024 года):
- 1-е Новокузнецкое благочиние — иеромонах Марк (Червов Алексей Игоревич) (в том числе приход в посёлке Металлургов);
- 2-е Новокузнецкое благочиние — протоиерей Виктор Буглаков (в том числе приходы в посёлке Листвяги, Свято-Пантелеимоновский мужской монастырь в селе Безруково);
- 3-е Новокузнецкое благочиние — протоиерей Евгений Суркин (в том числе приходы в посёлках Абагур, Притомский);
- 4-е Новокузнецкое благочиние — протоиерей Андрей Рузанов (в том числе приходы в сёлах Красулино, Костенково, Ильинке);
- 5-е Новокузнецкое благочиние — протоиерей Сергей Цап (в том числе приходы в сёлах Атаманове, Чистогорском, Сосновке, Осиновом Плёсе);
- Калтанское благочиние — протоиерей Сергей Добровольский (в том числе приходы в сёлах Кузедееве, Малиновке и Сарбале);
- 1-е Междуреченское благочиние — протоиерей Иоанн Петручок (в том числе приход в пос. Тебе);
- 2-е Междуреченское благочиние — протоиерей Максим Гребенюк (в том числе приход в пос. Ортоне);
- Мысковское благочиние — иерей Александр Добровольский (приход в том числе в санатории «Топаз»);
- Осинниковское благочиние — протоиерей Василий Грушицкий (в том числе приход в пос. Тайжина);
- Таштагольское благочиние — протоиерей Иоанн Генсирук (в том числе приходы в Мундыбаше, Темиртау, Казе, Шерегеше).

## Монастыри
- Свято-Пантелеимоновский монастырь (мужской; село Безруково);
- монастырь во имя Рождества Христова (действовал в XVIII—XIX веке) в районе села Христорождественского к северу от Кузнецка.

## Старейшие и известные храмы

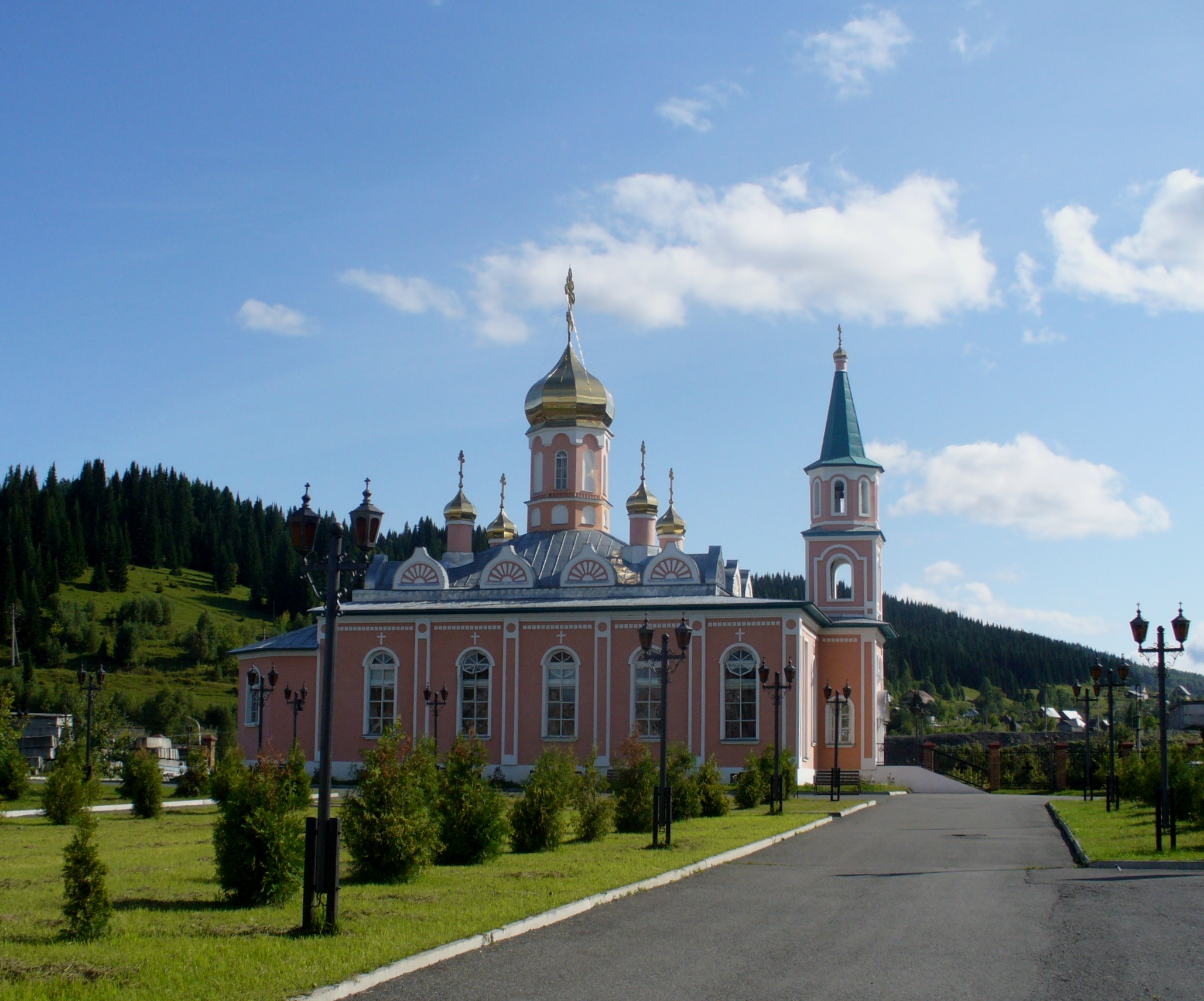
Собор Георгия Победоносца г. Таштагол

- Спасо-Преображенский Кафедральный собор г. Новокузнецк (1792)
- Храм влмч. Пантелеимона с. Кузедеево .Новокузнецкий р-он(1899)
- Храм пророка Илии на Ильинке, Новокузнецкий район (1890)
- Храм свт. Николая на Форштадте г. Новокузнецк (1946)
- Храм Архистратига Михаила г. Новокузнецк (1975)
- Храм Святой Троицы пос. Темир-Тау .Таштагольский р-он(1988)
- Кафедральный собор влмч. Георгия Победоносца г. Таштагол (1991)
- Храм святителя Николая г. Междуреченск (1988).

## Учебные заведения
- Православная гимназия во имя святителя Луки Войно-Ясенецкого в Новокузнецке